# Dead Boy Detectives
Dead Boy Detectives son un dúo de detectives sobrenaturales ficticios que han aparecido en cómics publicados por la marca Vertigo de DC Comics. Fueron creados por el escritor Neil Gaiman y los artistas Matt Wagner y Malcolm Jones III en The Sandman #25 (abril de 1991). Los personajes son los fantasmas de dos niños muertos, Charles Rowland y Edwin Payne, quienes, en lugar de entrar en el más allá, se quedan en la Tierra para convertirse en detectives que investigan crímenes sobrenaturales.
Sebastian Croft y Ty Tennant interpretan a Rowland y Payne en la tercera temporada de la serie de HBO Max, Doom Patrol. George Rexstrew y Jayden Revri interpretan a los personajes en la serie de Netflix que lleva su nombre.

## Historia de publicación
Los personajes fueron creados por Gaiman y Wagner durante la trama "Season of Mists" en Sandman #25. En esta historia, se da su origen cuando los dos personajes se encuentran por primera vez.
La historia y los personajes son una vuelta macabra a dos géneros de la literatura infantil británica: la literatura de internados y las historias de detectives adolescentes.
Gaiman revivió a los personajes en la Cruzada de los Niños, el primer y único evento de cruce de Vertigo, que se desarrolló en todos los anuales de Vertigo de ese año publicados entre diciembre de 1993 y enero de 1994. Gaiman escribió los dos anuales de apertura de la Cruzada de los Niños, que presentaban prominentemente a ambos personajes y les daban por primera vez el título oficial de los Dead Boy Detectives. Los personajes también aparecieron en la historia corta de The Books of Magic en Winter's Edge #3, escrita por el entonces escritor Peter Gross.
En 2001 recibieron su propia miniserie de cuatro números titulada Sandman Presents: Dead Boy Detectives, escrita por el escritor Ed Brubaker y el dibujante Bryan Talbot. También han hecho apariciones en la serie en curso The Books of Magic, que también se basó en una obra de Neil Gaiman.
Jill Thompson brevemente retrató a los personajes en su novela gráfica Death: At Death's Door, que recontó los eventos de "Season of Mists" desde la perspectiva de Death. En 2005, la escritora/artista produjo más tarde una novela gráfica de estilo manga protagonizada por los personajes, titulada The Dead Boy Detectives.
El dúo regresó en la serie de antología de Vertigo, una serie de one-shots publicados en 2012 que revivió las series de antología de DC Ghosts, Time Warp y The Witching Hour. Con una recepción positiva por su breve regreso y el renovado interés en Sandman de Neil Gaiman debido al preludio, The Sandman: Overture, Vertigo publicó la serie en curso de Dead Boy Detectives escrita por Toby Litt y Mark Buckingham, con arte de Buckingham y Gary Erskine. La serie se publicó solo en 12 números, durante el transcurso de 2014. Aunque los personajes son niños y sus historias a menudo involucran a otros niños y temas relacionados con la infancia, la miniserie de cuatro números lleva la etiqueta "sugerido para lectores maduros". La serie de 12 números está clasificada como "T Teen".
Los personajes regresaron en una serie limitada de seis números como parte de la iniciativa The Sandman Universe. La serie, escrita por Pornsak Pichetshote con arte de Jeff Stokley, debutó el 27 de diciembre de 2022 y concluyó el 24 de mayo de 2023. El libro de bolsillo se publicó el 7 de noviembre de 2023. En el último número, Edwin Payne se dio cuenta de que tiene sentimientos románticos por su compañero Charles Rowland.

## Resumen del argumento
Edwin Payne fue asesinado en su internado en 1916, después de lo cual fue al Infierno, donde fue perseguido por una amenaza invisible a lo largo de un largo pasillo durante varias décadas. Durante la trama de "Season of Mists", publicada en diciembre de 1990, el Infierno fue vaciado de sus residentes. Como resultado, el internado fue invadido por las almas de sus antiguos profesores y alumnos que escaparon del Infierno. Charles Rowland fue el único estudiante vivo en la escuela durante estos eventos, ya que todos los demás estudiantes se habían ido a casa por las vacaciones. Algunos de los profesores que se quedaron atrás lo supervisaban, pero uno a uno cayeron víctimas de varios horrores. Payne ayudó a Rowland a evitar la mayoría de los peligros, como una pandilla asesina de estudiantes. Finalmente, Rowland no sobrevivió. Luego apareció como un fantasma y decidió renunciar a ir al más allá con la Muerte a favor de futuras aventuras prospectivas con Payne  .
Los dos fantasmas aparecen luego durante el crossover de la Cruzada de los Niños. En esta historia se revela que han estado estudiando los libros y películas de la biblioteca de la escuela (principalmente ficción de aventuras infantiles) con la esperanza de aprender a convertirse en detectives. En su primer caso, son contratados por una joven para descubrir qué le pasó a los niños de un pequeño pueblo británico ("Flaxdown") que han desaparecido todos. Esta trama se conecta con varios otros personajes de títulos de Vertigo, como Swamp Thing, Animal Man, Doom Patrol y Black Orchid. Fueron vistos brevemente rastreando al mago Tim Hunter mientras se escondía en una de las Posadas Entre Mundos, pero fueron capturados y supuestamente devueltos al dominio de la Muerte por un cochero, aunque el cochero prometió permitirles escapar ya que no obligaba a ningún espíritu a regresar a la muerte en contra de su voluntad.
En la serie limitada de 2001 Sandman Presents: Dead Boy Detectives, los dos fantasmas investigan el misterio de por qué y cómo numerosos cadáveres de niños sin hogar habían comenzado a aparecer en las orillas del Támesis.

## Ediciones recopiladas
| Título                      | Material recolectado | Fecha de publicación  | ISBN           |
| --------------------------- | --- | --------------------- | -------------- |
| Dead Boy Detectives Omnibus | - The Dead Boy Detectives #1-12 - Jill Thompson's The Dead Boy Detectives - An original middle chapter to the Children's Crusade from Free Country: A Tale of the Children's Crusade - "Waiting for Good Dough" from Vertigo: Winter's Edge #3, - Sandman Presents: Dead Boy Detectives #1-4 - The Sandman #25 - The Children's Crusade #1-2 - Ghosts #1 - The Witching Hour #1 - Time Warp #1 - Doom Patrol Annual #2 - Swamp Thing Annual #7 - Death: At Death's Door | 10 de octubre de 2023 | 978-1779524522 |

### Edición de bolsillo
| Título              | Material recolectado     | Fecha de publicación   | ISBN                |
| ------------------- | ------------------------ | ---------------------- | ------------------- |
| Dead Boy Detectives | Dead Boy Detectives #1–6 | 7 de noviembre de 2023 | ISBN 978-1779523297 |

## En otros medios

### Televisión
- Los Detectives Niño Muerto aparecen en Doom Patrol, con Edwin Payne interpretado por Ty Tennant, Charles Rowland por Sebastian Croft y Crystal Palace por Madalyn Horcher.[14] Esta versión de Edwin está implicada en tener un amor no correspondido por Charles, lo cual no está dispuesto a admitir.
- HBO Max ordenó un piloto para una posible serie de Dead Boy Detectives en septiembre de 2021.[15] El piloto fue escrito por Steve Yockey, quien también actúa como productor ejecutivo junto a Jeremy Carver. El piloto también contó con Greg Berlanti, Sarah Schechter y David Madden como productores ejecutivos bajo Berlanti Productions. El elenco principal para el piloto, anunciado en noviembre, fue George Rexstrew como Edwin Payne, Jayden Revri como Charles Rowland y Kassius Nelson como Crystal Palace. [16]La serie fue recogida por HBO Max para una primera temporada de ocho episodios en abril de 2022. Los miembros adicionales del elenco incluyen a Briana Cuoco como Jenny the Butcher, Yuyu Kitamura como Niko, Jenn Lyon como Esther y Ruth Connell retomando su papel de Doom Patrol como Night Nurse. Lukas Gage fue elegido en un papel recurrente como Cat King. Michael Beach, Joshua Colley y Lindsey Gort fueron elegidos como Tragic Mick, Monty y Maxine respectivamente. Para febrero de 2023, el proyecto fue trasladado de HBO Max a Netflix,[17] donde se estrenó en abril de 2024.

### Audio
- En "The Sandman: Acto II", del drama de audio de varias partes de Audible, adaptación de The Sandman, Mack Keith-Roach presta su voz a Charles Rowland y Harry Tuffin presta su voz a Edwin Paine.[18]